# Ahmad Reza Djalali
Ahmad Reza Djalali (en persa: احمدرضا جلالی‎; nacido el 15 de septiembre de 1971) es un médico, profesor e investigador iraní-sueco especialista en medicina de catástrofes. Ha trabajado en varias universidades de Europa, entre las que destacan la Universidad Karolinska de Suecia, donde también realizó su programa de doctorado, Università degli Studi del Piemonte Orientale (Italia), Vrije Universiteit Brussel (Bélgica). También cooperó con universidades en Irán y está en contacto con universidades de todo el mundo.
En abril de 2016, mientras visitaba Irán, fue detenido, acusado de espionaje y traición sin prueba alguna, y condenado a muerte, momento desde el cual ha sido sometido a múltiples torturas y abusos. Su situación ha provocado una gran conmoción en la comunidad internacional, que dirige desde entonces diversas acciones destinadas a la liberación del doctor Djalali.

## Carrera académica
Las investigaciones del doctor Djalali han concernido la medicina de emergencia en una variedad de contextos, como Italia, Dinamarca, Suecia e Irán, y cuento con más de 700 citas de otras obras académicas. Fue una figura clave en el establecimiento del Centro de Investigación en Emergencias y Desastres de la Università del Piemonte Orientale (CRIMEDIM) en Italia y ha sido parte de importantes estudios sobre el nivel de preparación de los hospitales para desastres. Los estudios publicados de los que es coautor también han analizado la preparación hospitalaria frente a terremotos, conflictos provocados por el hombre, emergencias químicas, biológicas, radiológicas y nucleares (QBRN) y afluencias masivas de pacientes de emergencia. Un estudio de 2016 analizó el nivel de preparación de los departamentos de emergencia de los hospitales italianos mediante la evaluación de la base de conocimientos de los médicos de emergencia sobre la planificación y los procedimientos básicos para casos de desastre. El estudio encontró la necesidad de mejorar la educación, capacitación y seguimiento del personal. También ha contribuido al desarrollo de planes de estudios para cursos de posgrado en medicina de desastres para estudiantes de grado y posgrado.
En diciembre de 2020, Harvard le ofreció un puesto académico, tras su aceptación de la BIDMC Fellowship de medicina de desastres. El puesto en el BIDMC incluye su nombramiento como investigador miembro de la  reputadaEscuela de Medicina de Harvard. En la carta de concesión, Gregory R. Ciottone, director de la División de Medicina de Desastres, describió a Djalali como “un académico y líder fuerte. Como investigador asociado en Medicina de Desastres, nos representará a todos a través de su diligencia académica, profesionalidad y conducta”.

## Arresto y encarcelamiento
En abril de 2016, cuando estaba de visita en Irán, siguiendo una invitación de las universidades de Teherán y Shiraz, fue arrestado por orden del Ministerio de Inteligencia y Seguridad, que no dio motivo alguno para la detención. Dos semanas después fue acusado de espionaje y colaboración con Israel, siendo la única prueba una supuesta carta de su cónyuge, que se decía que contenía pruebas de las acusaciones. Su familia no fue informada sobre su paradero durante diez días, aunque sabían que había sido arrestado. Después de permanecer recluido en un lugar desconocido durante aproximadamente siete días, fue trasladado a la sección 209 de la prisión de Evin, donde permaneció siete meses. Durante las llamadas realizadas a su familia, Djalali relató cómo había estado recluido en régimen de aislamiento durante tres meses y los meses siguientes, en aislamiento parcial.

## Sentencia
El 31 de enero de 2017, nueve meses tras su detención, el doctor Djalali fue acusado formalmente del delito de espionaje por la sección 15 del Tribunal Revolucionario de Teherán, y se le comunicó que podría ser condenado a muerte. A su abogado no se le permitió estar presente en la audiencia y se le negó el acceso a los expedientes del caso.
Djalali fue condenado a muerte el 21 de octubre de 2017 por el cargo de “corrupción en la tierra ” (ifsad fil-arz). Luego fue devuelto a la prisión de Evin. En noviembre de 2017, el Grupo de Trabajo de las Naciones Unidas sobre la Detención Arbitraria solicitó formalmente al Gobierno iraní que proporcionara información detallada sobre el caso del doctor Djalali, pero no recibió respuesta. A fines de 2017, una televisión estatal iraní lo presentó como espía y mostró su supuesta confesión que, según Djalali, era un texto preescrito que fue obligado a leer bajo amenazas de ejecución e incluso de dañar a sus seres queridos. Los intentos de su abogado de presentar recursos de revisión judicial de la sentencia han sido rechazados.
En noviembre de 2020, Djalali fue trasladado a régimen de aislamiento en la prisión de Evin. La fiscalía informó a Amnistía Internacional de que la sentencia de muerte de Djalali era cuestión de semanas a partir del 24 de noviembre y que se ejecutaría de forma inminente. Los expertos en derechos humanos de la ONU pidieron a las autoridades iraníes que anulen la sentencia de muerte de Djalali. Amnistía instó a los miembros de la comunidad internacional a intervenir de inmediato para detener la ejecución.

## Estado de salud
El estado de salud del doctor Djalali se ha ido deteriorando desde su detención. Los análisis de sangre realizados en 2018 ya mostraban un recuento bajo de glóbulos blancos. A principios de 2019, fue examinado por un médico en la prisión de Evin; quien recomendó que lo viera un especialista en hematología en el hospital, pero esta solicitud fue denegada. Djalali ha perdido 24 kg desde el momento de su detención. La Asociación Médica Mundial ha mostrado preocupación por este caso y su presidente, Ketan Desai, comunicó formalmente a las autoridades iraníes que las condiciones en las que Djalali está recluido contravienen la ética médica y las leyes de derechos humanos.

## Presión internacional

### Naciones Unidas
En noviembre de 2017, el Grupo de Trabajo de las Naciones Unidas sobre la Detención Arbitraria solicitó formalmente al Gobierno iraní que proporcionara información detallada sobre su detención y no recibió respuesta. Desde 2017, los expertos en derechos humanos de las Naciones Unidas han reclamado a Irán que levante la pena de muerte a Djalali en varias ocasiones.
Adoptaron la opinión No. 92/2017. El 18 de septiembre de 2017, el Grupo de Trabajo transmitió denuncias al Gobierno en el marco de su procedimiento habitual de comunicaciones, pero no recibió respuesta del Gobierno iraní. Este documento argumentaba que la privación de libertad de Djalali contravenía los artículos 3, 5, 8, 9, 10 y 11 de la Declaración Universal de Derechos Humanos y los artículos 7, 9, 10 y 14 del Pacto Internacional de Derechos Civiles y Derechos Políticos y establece que Djalali debe ser puesto en libertad y tener derecho a compensación y otras reparaciones, de conformidad con el derecho internacional. Los expertos en derechos humanos de las Naciones Unidas repitieron su llamamiento urgente en 2018.
En el Informe anual de 2020 del Alto Comisionado de las Naciones Unidas para los Derechos Humanos y los informes de la Oficina del Alto Comisionado y del Secretario General, se afirma que: "Existen preocupaciones persistentes sobre la situación de los ciudadanos con doble nacionalidad y extranjeros que permanecen encarcelados en la República Islámica de Irán [....]. El ciudadano sueco-iraní Ahmadreza Djalali, condenado a muerte en octubre de 2017 por cargos de espionaje, habría sido trasladado el 29 de julio de 2019 a un lugar desconocido durante aproximadamente 10 días antes de ser devuelto a la prisión de Evin. Según los informes, durante ese tiempo lo presionaron para que confesara otros crímenes. A Djalali, junto con otros ciudadanos con doble nacionalidad y extranjeros, incluido el Sr. Ghaderi, se les ha negado tratamiento médico, incluyendo por condiciones que ponen en peligro su vida".
En el Informe del Relator Especial sobre la situación de los derechos humanos en la República Islámica de Irán 2020, se subraya que “las instituciones de seguridad e inteligencia, incluyendo al Ministerio de Inteligencia y el Cuerpo de la Guardia Revolucionaria Islámica, han impedido en muchos casos el acceso a la atención médica de los detenidos y presos, o condicionó la atención médica o el traslado al hospital a la confesión de delitos". Además, al relator especial le preocupa la práctica de hacer pública la confesión forzada: "La confesión de espionaje contra la República Islámica de Irán de Ahmadreza Djalali fue transmitida por la televisión estatal en diciembre de 2017, cinco días después de que el Tribunal Supremo Tribunal hubiese confirmado su sentencia de muerte a través de un proceso secreto convocado apresuradamente durante el cual no se permitió ninguna intervención de la defensa". Djalali grabó la confesión bajo coacción, después de que sus interrogadores dijeran que sólo lo liberarían de la reclusión en régimen de aislamiento si grababa la confesión.
El 6 de octubre de 2020, la Alta Comisionada de las Naciones Unidas para los Derechos Humanos, Michelle Bachelet, expresó su profunda preocupación por el deterioro de la situación de los defensores de los derechos humanos, los abogados y los presos políticos recluidos en las cárceles de Irán. Hizo un llamamiento a las autoridades persas para la liberación de estos presos, en el contexto de la pandemia de COVID-19, resaltando la propagación de la enfermedad en el país y las condiciones insalubres dentro de las cárceles.
El 18 de marzo de 2021, expertos en derechos humanos de la ONU exigieron su liberación inmediata, remarcando que su condición es "crítica". Declararon que  “la situación de Djalali es realmente horrible. Ha estado recluido en régimen de aislamiento prolongado durante más de 100 días con el riesgo constante de su ejecución inminente sobre su cabeza”, y los funcionarios penitenciarios lo están privando del sueño brindándole luces las 24 horas del día.

### Premios Nobel
En diciembre de 2018, 121 premios Nobel escribieron una carta abierta al líder supremo iraní , el ayatolá Ali Khamenei, para brindar asistencia médica a Djalali y pedir su liberación. En noviembre de 2020, tras la noticia de la ejecución inminente del profesor Djalali, 153 premios Nobel enviaron otra carta al ayatolá pidiendo su liberación.

### Parlamento Europeo
En 2019, el Parlamento Europeo adoptó una resolución exigiendo la liberación de Djalali y otros cuatro ciudadanos de la UE detenidos. Los eurodiputados exigieron la liberación inmediata de todos los ciudadanos con doble nacionalidad iraní y de la UE, incluidos Nazanin Zaghari-Ratcliffe (británico), Ahmadreza Djalali (sueco) y Kamran Ghaderi (austríaco), detenidos en prisiones iraníes, a menos que sean juzgados de nuevo de acuerdo con las normas internacionales. El 17 de diciembre de 2020, el Parlamento Europeo adoptó la resolución 2020/2914(RSP), en la que urge a Irán a que anule la sentencia de muerte y libere inmediatamente a Djalali, así como a la abogada y defensora de los derechos humanos  Nasrin Sotoudeh.

### Amnistía Internacional
Amnistía Internacional (AI) ha estado siguiendo de cerca el caso, recopilando información sobre las condiciones de vida y el estado de salud de Djalali desde su detención.
En 2017, AI lanzó una campaña para animar al público a escribir una carta de petición y enviarla a la Oficina del líder supremo iraní, al presidente de Irán y al presidente del Tribunal Supremo de Irán (jefe del poder judicial) para pedir la liberación inmediata de Djalali; así como su adecuado tratamiento médico, acceso a un abogado y comunicación con su familia.
Nowruz Action 2020 es una campaña para apoyar a los presos de conciencia en Irán con motivo del tradicional festival iraní de año nuevo. AI animó al público a enviar mensajes de apoyo a los presos y sus familias. La campaña se centró en 7 presos políticos y de conciencia, entre los que se encontraba Djalali.

### Scholars at Risk
Scholars at Risk (SAR) es una red internacional de instituciones e individuos para promover la libertad académica y proteger a los académicos de las amenazas a la libertad. SAR ha estado participando e impulsando campañas públicas para apoyar a Djalali, por ejemplo enviando cartas a las autoridades públicas en Irán y realizando actividades en línea a través de las redes sociales. En enero de 2018, SAR publicó la campaña '#SaveAhmad' a través de las redes sociales para presionar a las instituciones públicas para que apoyaran la liberación de Djalali. En marzo de 2020, en respuesta a la pandemia de COVID-19, SAR envió una carta a las autoridades iraníes para que liberaran incondicionalmente a Djalali debido a sus condiciones de salud.

### Universidades europeas

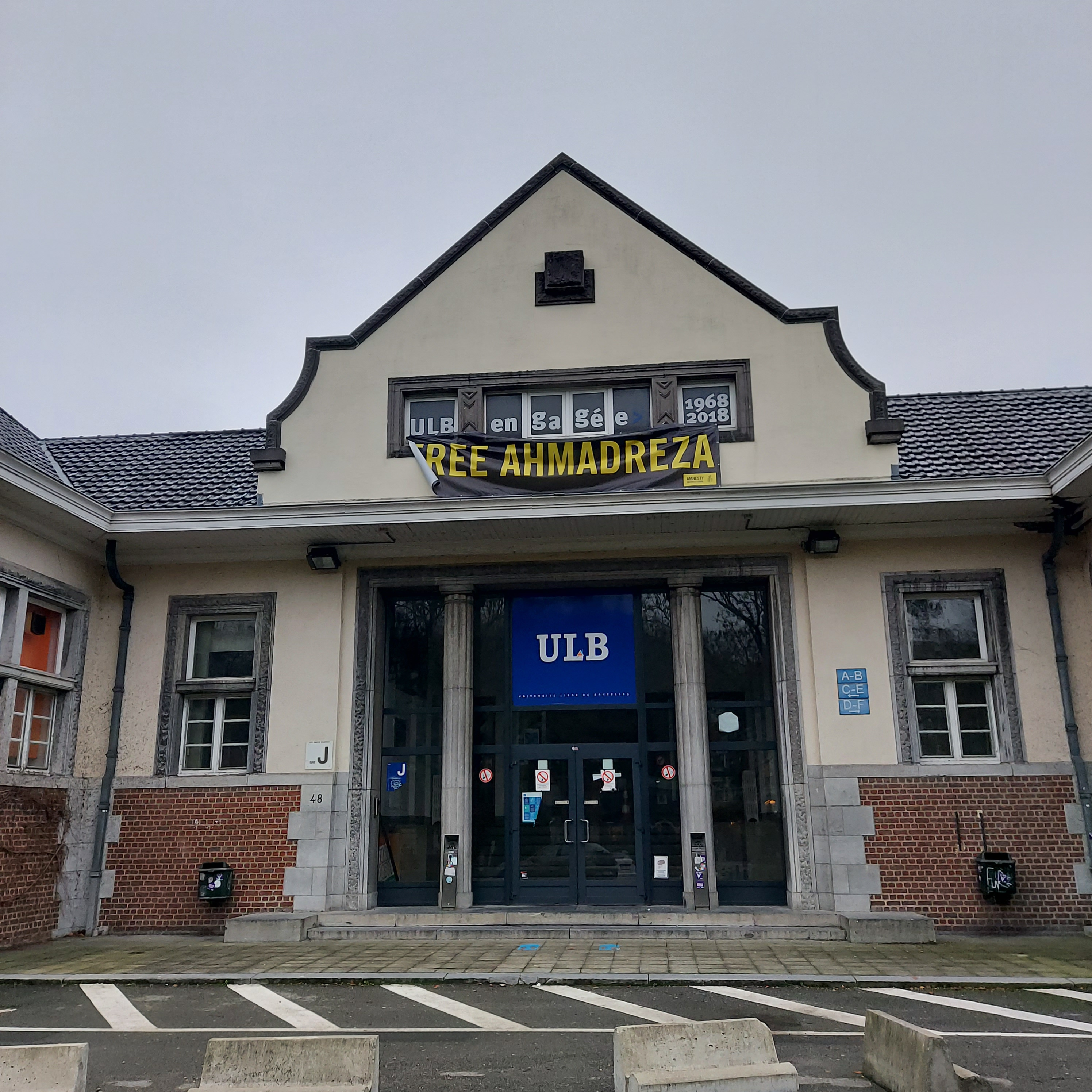
Pancarta "Free Ahmadreza" en Bruselas, campaña de Amnistía Internacional

El 31 de octubre de 2017, la Università degli studi del Piemonte Orientale, la Universidad Karolinska y la Vrije Universiteit Brussel enviaron una carta al presidente del poder judicial de Irán, Sadegh Larijani, solicitando la liberación inmediata de Djalali. En la carta se recalcaba la excelente reputación de Djalali y se defendía el derecho a la libertad de expresión.
En noviembre de 2017, la Asociación de Universidades Europeas (EUA) presionó a las autoridades iraníes para que revocaran la pena capital de Djalali y su liberación inmediata. La EUA escribió una carta al líder supremo iraní y expresó su grave preocupación por el daño continuo a Djalali y su familia.
En abril de 2018, el Consejo Universitario Flamenco (VLIR) decidió posponer toda cooperación académica con universidades e instituciones iraníes en respuesta a la decisión de las autoridades iraníes de encarcelar y sentenciar a muerte a Djalali. El VLR expresó su profunda preocupación por el encarcelamiento del profesor y solicitó a las autoridades iraníes que le brindaran atención médica.
Tras la noticia de la ejecución inminente de Djalali en diciembre de 2020, Scholars at Risk movilizó a universidades de todo el mundo para pedir que se detuviera su ejecución. La conferencia italiana de rectores envió una petición al Ayatollah Khamenei para asegurar esta liberación.
La Universidad de Piemonte Orientale y el CRIMEDIM organizaron el 9 de diciembre un maratón científico y académico de 24 horas que involucró a más de 260 ponentes de 23 países de los 5 continentes y contó con miles de espectadores.

## Actualizaciones del caso

### 2017
- Se inició una petición para la liberación de Djalali en change.org y logró obtener más de 320.000 firmas. La petición iba dirigida a las autoridades iraníes y al entonces presidente del Parlamento Europeo Antonio Tajani, entre otros.[51]
- El 31 de octubre, la Università degli studi del Piemonte, la Universidad Karolinska y la Vrije Universitet Brussel enviaron una carta al presidente del poder judicial de Irán, el ayatolá Sadegh Larijani, solicitando la liberación inmediata de Djalali.[52][53]
- El 13 de noviembre, la Asociación de Universidades Europeas envió una carta al líder supremo de la República Islámica de Irán, el ayatolá Ali Khamenei.[54]
- El Grupo de Trabajo del Consejo de Derechos Humanos sobre la Detención Arbitraria (ONU) adoptó la opinión No. 92/2017 en su octogésima sesión, del 20 al 24 de noviembre. El Grupo de Trabajo transmitió las denuncias de la fuente al Gobierno iraní y le pidió que proporcionara, antes del 17 de noviembre, información detallada sobre la situación actual de Djalali y cualquier comentario sobre las denuncias de la fuente. No hubo respuesta alguna por parte de Irán.[55]

### 2018
- El Grupo de Trabajo del Consejo de Derechos Humanos sobre la Detención Arbitraria (ONU) reiteró su llamamiento urgente para la liberación de Djalali.[56]
- En febrero, Ahmadreza Djalali obtuvo la ciudadanía sueca permanente.[57]
- El 5 de febrero, FIDU (Federazione Italiana Diritti Umani), Iran Human Rights, ECPM – Ensemble Contre la Peine de Mort y Nessuno tocchi Caino (Hands off Caino) enviaron una carta a la Alta Representante de la Unión para Asuntos Exteriores y Política de Seguridad Federica Mogherini para pedir que se tomen medidas urgentes y obtener la suspensión inmediata de la pena de muerte.[58]
- El 3 de mayo, Scholars At Risk escribió una carta al líder supremo de la República Islámica de Irán, el ayatolá Ali Khamenei.[59]

### 2019
- El 24 de enero, el Comité de Científicos Preocupados (ССS), una organización independiente de científicos, médicos, ingenieros y académicos, escribió al ministro en funciones de Salud y Educación Médica de Irán, Saeed Namaki. La carta solicitaba que Djalali fuera llevado a un hospital para recibir la atención necesaria. El 17 de marzo de 2020, ССS también urgió a liberar a Djalali para ayudar en la pandemia de COVID-19. Dirigiéndose al líder supremo de Irán, el ayatolá Ali Khamenei, CSS declaró: “Irán podría beneficiarse enormemente al utilizar la experiencia del Dr. Ahmadreza Djalali, un líder reconocido internacionalmente en el área de la medicina de desastres. Su contribución a la lucha contra la pandemia sería de valor incalculable para su país”. En febrero de 2021, ССS también solicitó al presidente Biden que organizara la liberación de Djalali y anulara su sentencia.[60][61][62]
- El 9 de septiembre, el profesor Peter-André Alt, presidente de la Conferencia de Rectores de Alemania (HRK), escribió una carta abierta en la que reiteraba su llamamiento a la liberación inmediata de Djalali. Alt declaró: “La sentencia de muerte y el trato cruel e implacable al Dr. Djalali constituyen una terrible violación de los derechos humanos y la libertad académica. La comunidad científica mundial no puede tolerar las acciones del gobierno iraní”.[63]

### 2020
- Tras la expansión de la pandemia de COVID-19, en marzo de 2020, las autoridades iraníes liberaron a 85.000 personas de las cárceles, incluidos presos políticos.[64] Djalali no fue uno de ellos.[65][66]
- En junio, Stefania Pucciarelli, senadora de la República Italiana y presidenta de la Comisión de Derechos Humanos de Palazzo Madama, escribió una carta al embajador de Irán para obtener una actualización sobre Djalali.[67]
- En junio, un editorial invitado escrito por el médico Frederick M. Burkle y presentado en la edición de junio de Prehospital and Disaster Medicine de la Asociación Mundial de Medicina de Desastres y Emergencias analiza el caso de Djalali e insta a su liberación inmediata. Burkle declaró: “Cualquier ventaja política que Irán pensó que podría obtener con su encarcelamiento ha tenido el efecto contrario al que se pretendía. Tras su muerte, las instituciones académicas de todo el mundo, que apoyan a los más de 70.000 estudiantes graduados y académicos iraníes que estudian en el extranjero cada año, serán cada vez más reacias a participar por temor a que esos graduados sufran un destino similar una vez que regresen”.[68]
- En septiembre, se publicó una entrevista desde la prisión en la que Ahmadreza Djalali pide al gobierno sueco que intervenga para ayudar a liberarlo.[69]
- El 10 de octubre fue el Día Mundial contra la Pena de Muerte y Amnistía y otras organizaciones realizaron campañas en redes sociales a favor de Djalali.
- En octubre de 2020, la Alta Comisionada de las Naciones Unidas para los Derechos Humanos, Michelle Bachelet, expresó su profunda preocupación por el deterioro de la situación de los defensores de los derechos humanos, los abogados y los presos políticos detenidos en las cárceles de Irán.[70]
- El 24 de noviembre, se informó de que Djalali había sido trasladado a régimen de aislamiento y de que las autoridades le habían comunicado que pronto se ejecutaría su sentencia de muerte.[71][72][73]
- El martes 1 de diciembre, la organización Iran Human Rights informó de que Djalali iba a ser trasladado a la prisión de Rajai Shahr,[74] usualmente el trámite previo a la ejecución.[75] Esto fue solo unos días después de la liberación de la académica australiana Kylie Moore-Gilbert.
- El miércoles 2 de diciembre, a Djalali se le concedió un indulto temporal y no fue trasladado a la prisión de Rajai Shahr, según informó The Guardian.[76]

### 2021
- El 1 de marzo de 2021, un grupo de activistas de derechos civiles compareció ante la Oficina de Servicios Judiciales de Teherán para presentar una demanda contra quienes ordenan o hacen cumplir el confinamiento en aislamiento en los centros de detención y prisiones de Irán, lo que trajo a colación el debate público en Irán sobre una antigua práctica que la ONU ha calificado de tortura.[77]
- El 18 de marzo de 2021, expertos en derechos humanos de la ONU exigieron la liberación inmediata de Djalali debido a su estado crítico después de más de 100 días en régimen de aislamiento, una forma de castigo utilizada sistemáticamente por la República Islámica de Irán a pesar de ser una violación del derecho internacional.[78]

### 2022
- La Agencia de Noticias de Estudiantes Iraníes informa que Djalali será ejecutado el 21 de mayo "a más tardar".[79] Teherán niega cualquier vínculo entre el juicio de Hamid Nouri y la sentencia de muerte de Ahmad Reza Djalali.[80]
- Según una investigación de Amnistía Internacional, desde el juicio de Asadollah Asadi en Bélgica, Ahmadreza Djalali se ha convertido en un "rehén".[81]
- El 21 de mayo de 2022, el abogado de Djalali, Helaleh Moussavian, dijo a la AFP que su equipo de defensa había solicitado un nuevo juicio.[82]
- El ministro de Inteligencia de Irán, Esmaeil Khatib, declaró que el "espionaje para el régimen sionista por parte de Djalali ha sido probado y su sentencia de muerte ha pasado por todas las etapas judiciales".[83]
- En junio de 2022,[84] Private Eye explicó que Irán parecía tener a Djalali como rehén en un vano intento de asegurar la liberación de Hamid Nouri, un exfiscal iraní acusado de participar en 5000 ejecuciones políticas en la década de 1980.